# Godsdienstfilosofie
De godsdienstfilosofie is een wijsgerige discipline waarin vakfilosofen standpunten en argumenten over religieuze fenomenen analyseren door deze te abstraheren van hun inhoud. In tegenstelling tot de religiewetenschappen zal de godsdienstfilosoof dus geen concrete fenomenen in afzonderlijke religies beschrijven, maar proberen soortgelijke fenomenen in verschillende religies te vinden, om een algemeen begrip te vormen van religie. Thema's in de godsdienstfilosofie zijn onder meer de verhouding tussen rede en religie, wijsgerige achtergronden van de religieuze systemen, religieuze taal en ervaring, religieuze epistemologie, het probleem van het kwaad, de verhouding tussen godsdienst en wetenschap en het religieus pluralisme.

## Godsdienstfilosofie of religieuze filosofie
Sommige filosofen hebben zich beziggehouden met de apologetiek van een specifieke religie, door argumenten voor hun religie te formuleren. Deze filosofen waren vaak tevens theoloog en bedrijven in feite geen godsdienstfilosofie, maar religieuze filosofie. Als men dus spreekt over de specifieke filosofie van het christendom, islam, jodendom, hindoeïsme, boeddhisme, enz. dan heeft men het niet over de godsdienstfilosofie. In dit rijtje kan ook het humanisme opgenomen worden al kan dan beter van filosofie van een levensbeschouwing gesproken worden in plaats van over filosofie van een godsdienst; hetzelfde geldt uiteraard ook voor het boeddhisme, dat in letterlijke zin opgevat niet als godsdienst geclassificeerd kan worden, aangezien het zuivere boeddhisme non-theïstisch is.
Het doel van de filosofie is niet om de godsdiensten te onderbouwen en te ondersteunen, maar om de fundamenten van de diverse godsdiensten rationeel te analyseren en een begrip te vormen van de essentie van 'religie'.
Godsdienstfilosofie gaat niet over één specifieke religie, maar over religie in het algemeen. De meeste contemporaine godsdienstfilosofen zijn fenomenoloog en onthouden zich dus van oordeel over specifieke geloofsstellingen.

## Godsdienstfilosofie: themata en methode
Godsdienstfilosofie is een vakfilosofie. Als elke vakfilosofie stelt godsdienstfilosofie vragen, zoekt antwoorden, met betrekking tot methoden, mogelijkheden en grenzen van het vakgebied, hier dus de godsdienst. Onderstaande vragen kunnen aan de orde komen (zonder uitputtend te willen zijn) binnen godsdienstfilosofie. Afhankelijk van de betreffende godsdienst zullen misschien andere vragen belangrijk zijn, of vragen anders gesteld worden.
- Wat is de essentie van religie?
- Wat is de plaats in de geschiedenis van deze godsdienst?
- Waar moeten de wortels van deze godsdienst in de geschiedenis geplaatst worden?
- Wat in de openbaring is origineel en wat zijn latere toevoegingen?
- In hoeverre is de standaarduitleg van de openbaring of overlevering gekleurd door de geschiedenis van een bepaalde periode of plaats?
- Welke rol hadden bepaalde gebruiken ten tijde van het vastleggen van de overlevering / openbaring?
- In hoeverre is de overlevering / openbaring gekleurd door de tijd of de plaats waarin en waarop ze ontstaan is?
- Welke functie had en heeft (de) godsdienst in het sociale bestel?
- Welke betekenis hebben de in de openbaring opgenomen voorschriften voor gedrag ten tijde van het vastleggen van deze voorschriften?
- Is het rationeel om in een God of in goden te geloven?
- Welke invloed heeft de godsdienst op het persoonlijk functioneren van zijn belijders?
- Welk effect hebben de perspectieven die de godsdienst biedt op het waarneembaar handelen van zijn belijders?